# 戸狩荒神塚古墳
戸狩荒神塚古墳（とがりこうじんづかこふん）は、岐阜県瑞浪市明世町戸狩にある古墳。形状は円墳。岐阜県指定史跡に指定されている。

## 概要
岐阜県東部、土岐川北岸に突き出す丘陵の突端部に築造された古墳である。現在までに墳丘は良好に遺存するが、発掘調査は実施されていない。
墳形は円形で、直径約45メートル（または約60メートル）・高さ約8メートルを測る。墳丘は2段築成。墳丘外表では川原石による葺石や埴輪が認められる。未調査のため埋葬施設は明らかでない。
築造時期は、古墳時代中期の5世紀代と推定される。瑞浪市内では最大規模、岐阜県内でも有数の規模の古墳であるとともに、東濃地方では埴輪を有する唯一の古墳であり、被葬者は旧土岐郡一帯を治めた豪族と推測される。なお古墳時代後期には、本古墳の東側丘陵斜面に戸狩横穴群（岐阜県指定史跡）が営造されている。
古墳域は1960年（昭和35年）に岐阜県指定史跡に指定されている。

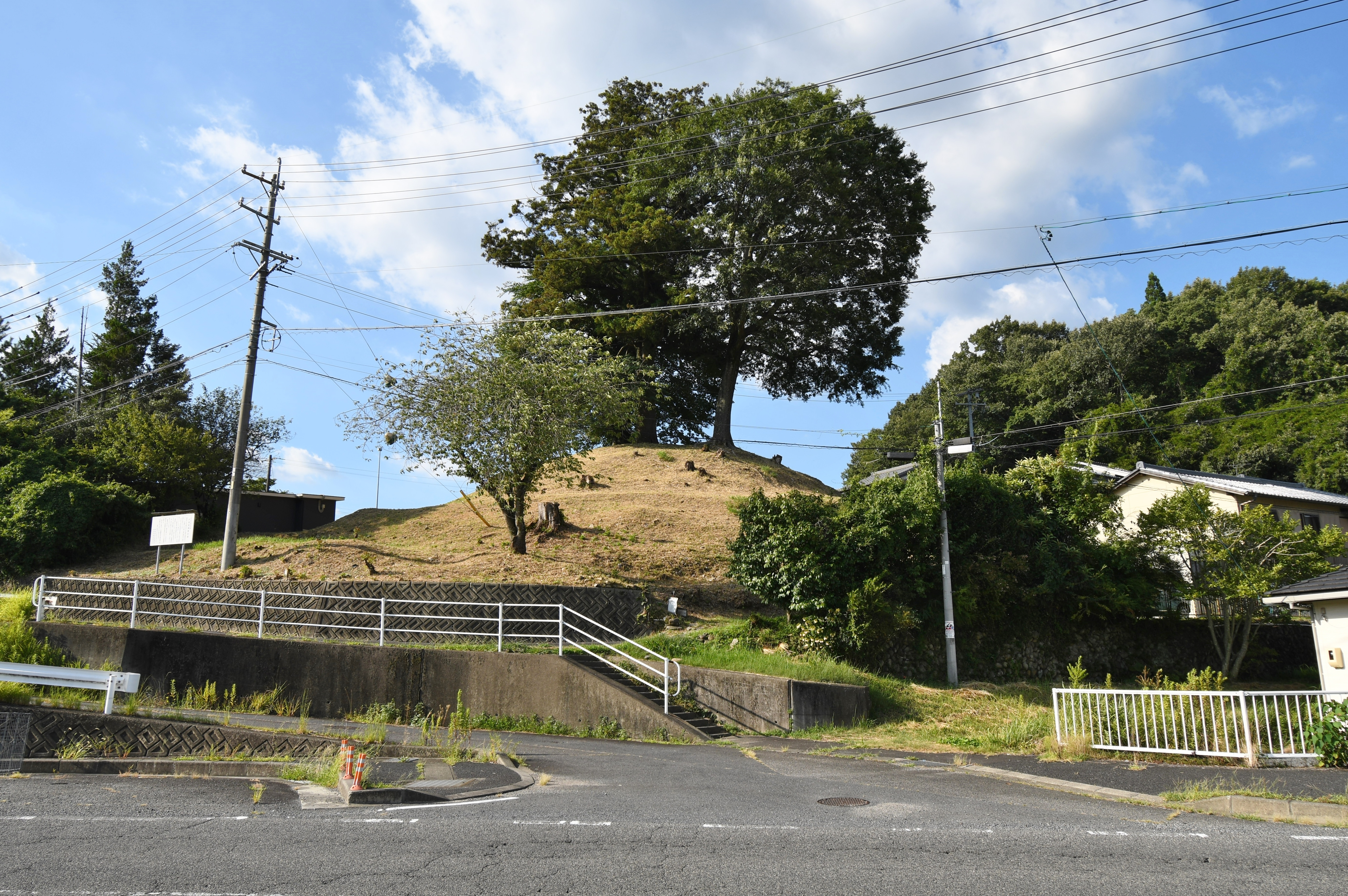
墳丘
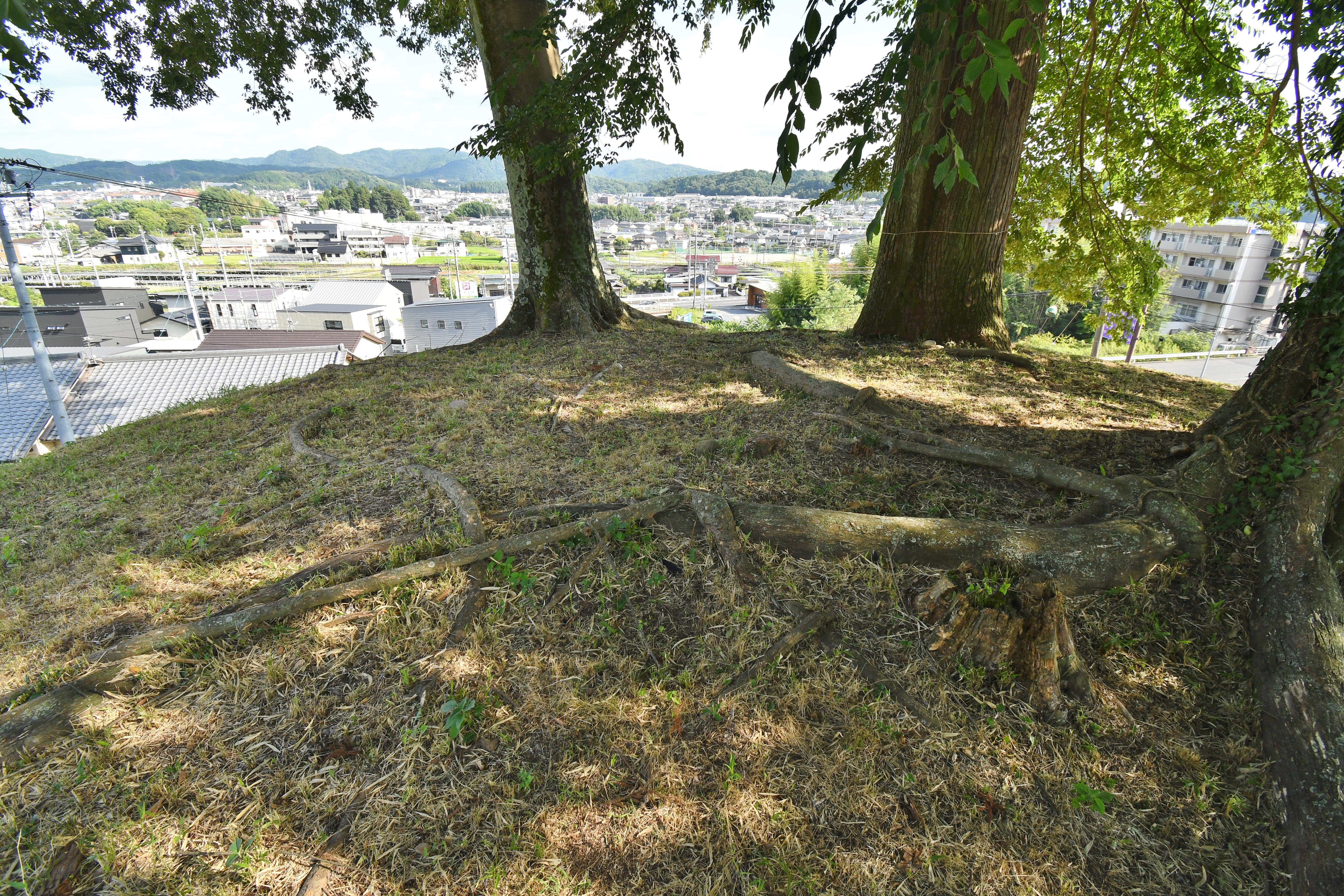
墳頂（背景に瑞浪市街地）

## 文化財

### 岐阜県指定文化財
- 史跡
  - 戸狩荒神塚古墳 - 1960年（昭和35年）10月3日指定[1]。